# Elli H. Radinger
Elli H. Radinger (* 1951 in Wetzlar, Hessen) ist eine deutsche Fachjournalistin und Autorin mit Schwerpunkt Wolf.

## Leben
Nach ihrem Abitur arbeitete sie fünf Jahre als Flugbegleiterin. Danach studierte sie Jura mit dem Schwerpunkt Luftverkehrsrecht und arbeitete anschließend als Anwältin, allerdings nicht in dieser Spezialisierung.
Mit Günther Bloch und anderen gründete sie 1991 die Gesellschaft zum Schutz der Wölfe, deren Vorsitzende sie zehn Jahre war. Seit 1991 ist sie Herausgeberin vom Wolf Magazin, einer von ihr initiierten deutschsprachigen Zeitschrift über Wölfe und andere Wildcaniden. Das Wolf Magazin erscheint seit 2015 als kostenloser, monatlicher Newsletter.
Die Autorin mit Schwerpunkt Nature Writing beobachtete von 1990 an wildlebende Wölfe in Nordamerika und beteiligte sich von 1995 bis 2018 an Wolfsforschungen im Yellowstone-Nationalpark.
Auf Vorträgen, Lesungen und Seminaren informiert sie über Wölfe, Natur und das Ökosystem.

## Werke

### Sachbücher
- Abschied vom geliebten Hund. Trauern, loslassen, neuen Mut fassen – Was uns Hunde über das Sterben und die Liebe lehren (Elli H. Radinger), Ludwig Verlag, 2022, ISBN 978-3-453-28148-6
- Das Geschenk der Wildnis. Freiheit, Gelassenheit, Mut, Dankbarkeit – Wie die Natur jedem das gibt, was er braucht (Elli H. Radinger), Ludwig Verlag, 2020, ISBN 978-3-453-28122-6
- Die Weisheit alter Hunde. Gelassen sein, erkennen, was wirklich zählt – Was wir von grauen Schnauzen über das Leben lernen können (Elli H. Radinger), Ludwig Verlag, 2017, ISBN 978-3-453-28108-0
- Die Weisheit der Wölfe. Wie sie denken, planen, füreinander sorgen. Erstaunliches über das Tier, das dem Menschen am ähnlichsten ist (Elli H. Radinger), Ludwig Verlag, 2017, ISBN 978-3-453-28093-9
- Der Wolf kehrt zurück. Mensch und Wolf in Koexistenz? (Günther Bloch, Elli H. Radinger), Franckh-Kosmos Verlag, 2017, ISBN 978-3-440-15404-5
- Der Mensch-Hund-Code. Selbstbewusst durch den Dschungel der Hundeszene (Günther Bloch, Elli H. Radinger), Franckh-Kosmos Verlag, 2016, ISBN 978-3-440-13410-8
- Affe trifft Wolf: Dominieren statt kooperieren? Die Mensch-Hund-Beziehung. (Günther Bloch, Elli H. Radinger), Franckh-Kosmos Verlag, 2012, ISBN 978-3-440-13206-7
- Wolfsküsse. Ein Leben unter Wölfen. (Elli H. Radinger), Aufbau TB, 2018, ISBN 978-3-7466-3490-6
- Wölfen auf der Spur. Anthologie. (Elli H. Radinger), Mariposa Verlag, 2010, ISBN 978-3-927708-52-5.
- Wölfisch für Hundehalter: Von Alpha, Dominanz und anderen populären Irrtümern. (Günther Bloch, Elli H. Radinger), Franckh-Kosmos Verlag, 2010, ISBN 978-3-440-12264-8
- Der Verlust eines Hundes – und wie wir ihn überwinden. (Elli H. Radinger), 3. Auflage. edition tieger, 2012, ISBN 978-3-86671-102-0
- Wildpferde. Freiheit auf vier Beinen. Tecklenborg Verlag, 2005, ISBN 3-934427-84-7

### Belletristik
- Der Wolf am Fenster. Eine Weihnachtsgeschichte. Rütten & Loening, 2014, ISBN 978-3-352-00685-2
- Minnesota Winter. Eine Liebe in der Wildnis. Rütten & Loening, 2013, ISBN 978-3-352-00867-2